# Praia do Tonel
Praia do Tonel
A Praia do Tonel é uma praia em Sagres, município de Vila do Bispo, entre a praia do Beliche e a vila de Sagres.
É constituída por um areal, situada no fundo de uma pequena baía escavada na falésia. Está orientada a oeste, a norte da Fortaleza de Sagres. Dispõe de equipamento de apoio.
O acesso é feito a partir de Sagres.